# آردیچ‌پینار (گوینوجک)
آردیچ‌پینار (به ترکی استانبولی: Ardıçpınar) یک منطقهٔ مسکونی در ترکیه است که در گوینوجک واقع شده‌است.